# 齐齐哈尔市第一中学校
齐齐哈尔市第一中学校，是齐齐哈尔市的中学。

## 历史
1908年张建勋委托王宪章创办黑龙江全省中学堂，有同盟会在校运动，1911年改名黑龙江省立第一中学，1935年改为齐齐哈尔两级中学校，1938年改名黑龙江省立齐齐哈尔第一国民高等学校，1946年改为嫩江省立联合中学，1948年改为现名。